# 御代田站
御代田站（日语：／ Miyota eki */?）是位於長野縣北佐久郡御代田町大字御代田2422號，信濃鐵道的信濃鐵道線車站。

## 歷史
- 1888年（明治21年）12月1日 - 官設鐵道輕井澤站至上田站之間開通，此站啟用[1]。
- 1984年（昭和59年） - 車站大樓內的西輕井澤有線電視（日语：西軽井沢ケーブルテレビ）開台[1]。
- 1987年（昭和62年）4月1日 - 伴隨國鐵分割民營化，車站由東日本旅客鐵道（JR東日本）營運[2]。
- 1997年（平成9年）10月1日 - 隨著北陸新幹線啟用，JR東日本車站由信濃鐵道接管。

## 車站構造
車站是一座地面車站，設有2面2線相對式月台。在舊國鐵時代，此站為折返式車站，隨著信越本線成為雙線鐵路和電氣化後，車站遷移至現時場地，折返式設施廢止。
此站是簡易委託車站，委托御代田町負責車站業務。在售票櫃臺設有POS終端。
在車站大樓內設有日本最小型電視台——西輕井澤有線電視。

### 月台
| 月台 | 路線        | 上下行 | 方向           |
| ---- | ----------- | ------ | -------------- |
| 1    | ■信濃鐵道線 | 下行   | 小諸、長野方向 |
| 2    | ■信濃鐵道線 | 上行   | 輕井澤方向     |

此站設有發車鐘。

## 使用狀況
以下為近年乘車人次變化：
| 乘車人次變化 | 乘車人次變化     | 乘車人次變化 |
| 年度         | 1日平均 乘車人次 |              |
| ------------ | ---------------- | ------------ |
| 1997年       | 1,456            |              |
| 1998年       | 1,452            |              |
| 1999年       | 1,444            |              |
| 2000年       | 1,405            |              |
| 2001年       | 1,399            |              |
| 2002年       | 1,351            |              |
| 2003年       | 1,333            |              |
| 2004年       | 1,272            |              |
| 2005年       | 1,278            |              |
| 2006年       | 1,266            |              |
| 2007年       | 1,234            |              |
| 2008年       | 1,297            |              |
| 2009年       | 1,230            |              |
| 2010年       | 1,231            |              |
| 2011年       | 1,273            |              |
| 2012年       | 1,294            |              |
| 2013年       | 1,359            |              |
| 2014年       | 1,470            |              |
| 2015年       | 1,474            |              |
| 2016年       | 1,523            |              |
| 2017年       | 1,566            |              |

## 車站周邊

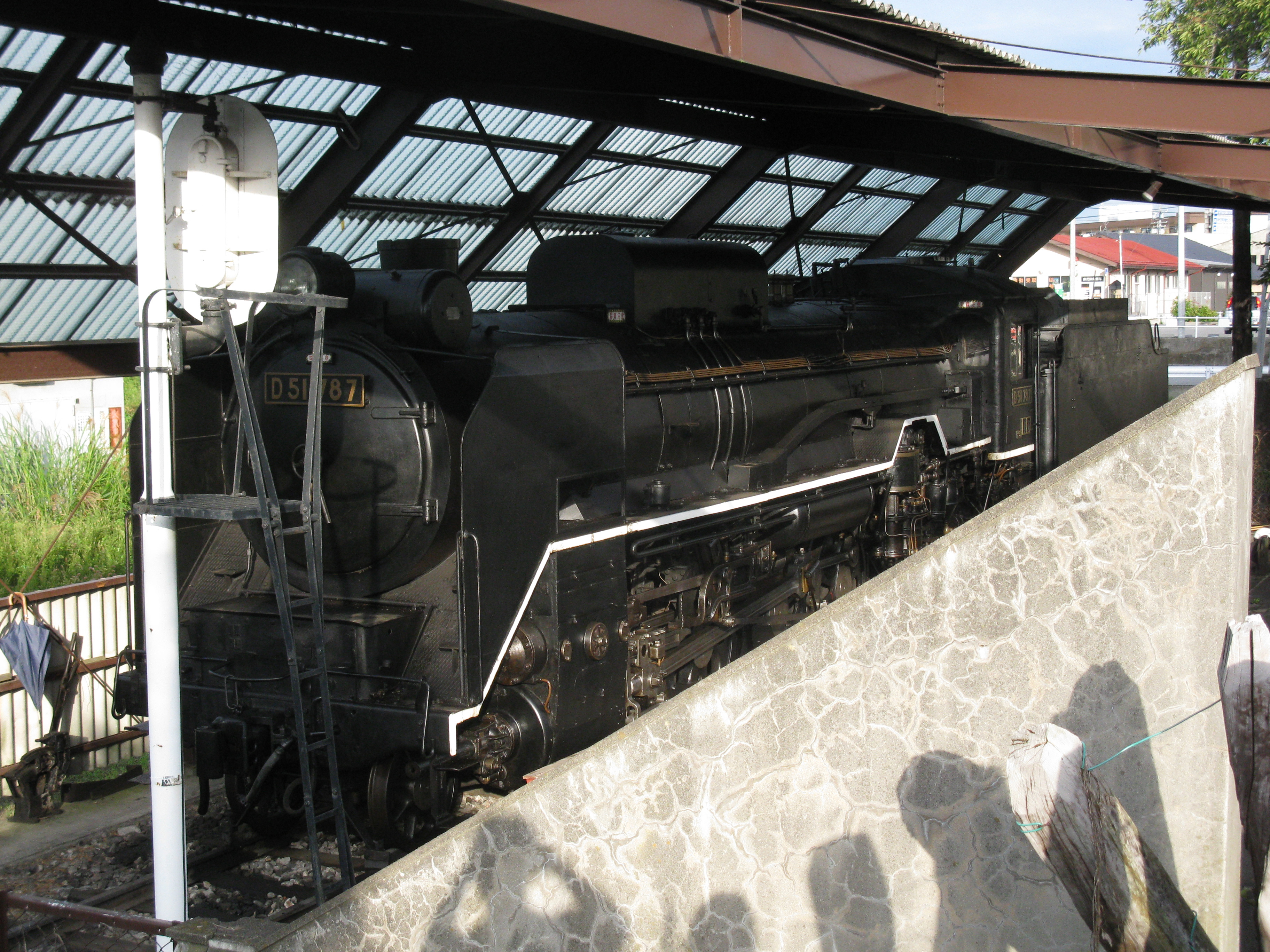
D51-787號機
由汽車製造製造的蒸氣機車。在1943年至1971年服役。行走距離達187萬5,071公里。

在上述提及折返式設施中，其遺址變成為「御代田町交通紀念館」。該處保存了日本國鐵D51型蒸汽機車787號機。
- 佐久警署（日语：佐久警察署）御代田町派出所
- 御代田町公所[1]
- 御代田郵局
- 八十二銀行（日语：八十二銀行）御代田分店
- 淺間繩文博物館[1]
- 御代田町立圖書館（日语：御代田町立図書館）
- 龍神之杜公園
- 御代田町立御代田中學
- 佐久滑雪園天堂（日语：佐久スキーガーデンパラダ）

## 巴士路線
一般巴士
- 御代田站 - 小田井上 - 岩村田（千曲巴士（日语：千曲バス），星期六、日及假日暫停服務）
- 御代田站 - 鹽野 - 柏木 - 小諸站（千曲巴士（日语：千曲バス），星期六、日及假日暫停服務）

高速巴士
- 御代田站　－　川越的場、練馬站、下落合站、池袋站東出口、Busta新宿（西武觀光巴士（日语：西武観光バス）、千曲巴士聯營）
- 御代田站　－　玉川上水站北出口、立川駅北出口（千曲巴士）

## 其他
- 在明治45年東信輕便鐵道（後來佐久鐵道）成立當初，曾經計劃建設鐵路線從此站經岩村田站前往中津村，但是在大正2年中止這計劃[5]。

## 相鄰車站
信濃鐵道
■信濃鐵道線
- 部分特別快速「輕井澤渡假」（只限下行）的停車站，觀光列車「六門」停車站

□快速
信濃追分－御代田－小諸
■普通
信濃追分－御代田－平原

## 注腳
1. 1 2 3 4 5 6 7 8 9 10 11 12 13 14  信濃毎日新聞社出版部. . 信濃毎日新聞社. 2011-07-24: 241. ISBN 9784784071647 （日语）.
2. ↑  《交通年鑑 昭和63年版》交通協力會，1988年3月。
3. ↑  御代田町統計書 平成30年度作成版 10.運輸・通信PDF（日語）
4. 1 2  . 御代田町観光協会.   [2020-04-25]. （原始内容存档于2021-04-23） （日语）.
5. ↑  .   [2020-12-26]. （原始内容存档于2014-11-29）.

## 外部連結
- 御代田站（信濃鐵道） （页面存档备份，存于）（日語）